# Референдум в Эквадоре (2018)
Референдумы и консультации в Эквадоре проходили 4 февраля 2018 года. Всего избиратели должны были ответить на семь вопросов, из которых 5 референдумов касались изменения Конституции и 2 консультативных голосования относились к законам. Консультации с народом были объявлены президентом Эквадора Ленином Морено. Все предложенные конституционные поправки и изменения законов были одобрены.

## Контекст
Президент Ленин Морено 4 сентября 2017 года сделал первое заявление о возможности Народной консультации. Через две недели 18 сентября он призвал заинтересованных граждан присылать вопросы для анализа и возможного введения их в консультацию. В ноябре 2017 года он выпустил декрет с разрешением провести Народную консультацию без одобрения Конституционного суда. 

## Вопросы

### Референдумы
| Перевод  | Согласны ли Вы с тем, что в Конституцию будут внесены поправки, предусматривающие наказание любого лица, осужденного за коррупционные деяния, с невозможностью участвовать в политической жизни и потерей своего имущества, как указано в Приложении 1? |
| Оригинал | ¿Está usted de acuerdo con que se enmiende la Constitución para que se sancione a toda persona condenada por actos de corrupción con su inhabilitación para participar en la vida política y con la pérdida de sus bienes, como dice el Anexo 1?        |

| Перевод  | Чтобы гарантировать принцип чередования, согласны ли Вы внести изменения в Конституцию Республики Эквадор с тем, чтобы все органы народных выборов могли быть переизбраны только один раз на одну и ту же должность, восстановив мандат Конституции Монтекристи и оставить без действия неограниченную возможность переизбрания, утвержденную Национальной Ассамблеей 3 декабря 2015 года с поправками, установленными в Приложении 2?                                  |
| Оригинал | Para garantizar el principio de alternabilidad, ¿está usted de acuerdo con enmendar la Constitución de la República del Ecuador para que todas las autoridades de elección popular puedan ser reelectas por una sola vez para el mismo cargo, recuperando el mandato de la Constitución de Montecristi y dejando sin efecto la reelección indefinida aprobada mediante enmienda por la Asamblea Nacional el 3 de diciembre de 2015, según lo establecido en el Anexo 2? |

| Перевод  | Согласны ли Вы внести изменения в Конституцию Республики Эквадор, чтобы реорганизовать Совет гражданского участия и социального контроля, а также прекратить конституционный срок полномочий его нынешних членов и чтобы Совет, который временно принимает на себя его функции, имел право оценивать деятельность органов власти, назначение которых соответствует ему, и могут ли они в случае необходимости предвидеть прекращение их полномочий в соответствии с Приложением 3?         |
| Оригинал | ¿Está usted de acuerdo con enmendar la Constitución de la República del Ecuador para reestructurar el Consejo de Participación Ciudadana y Control Social, así como dar por terminado el periodo constitucional de sus actuales miembros y que el Consejo que asuma transitoriamente sus funciones tenga la potestad de evaluar el desempeño de las autoridades cuya designación le corresponde, pudiendo, de ser el caso, anticipar la terminación de sus períodos de acuerdo al Anexo 3? |

| Перевод  | Согласны ли Вы внести изменения в Конституцию, чтобы в соответствии с Приложением 4 они никогда не предписывали сексуальные преступления против детей и подростков? |
| Оригинал | ¿Está usted de acuerdo con enmendar la Constitución para que nunca prescriban los delitos sexuales en contra de niñas, niños y adolescentes, según el Anexo 4?      |

| Перевод  | Согласны ли Вы внести поправки в Конституцию Республики Эквадор, чтобы запретить добычу металлов на всех её этапах, в охраняемых районах, в некоммерческих зонах и городских центрах, согласно Приложению 5?                 |
| Оригинал | ¿Está usted de acuerdo con enmendar la Constitución de la República del Ecuador para que se prohíba la minería metálica en todas sus etapas, en áreas protegidas, en zonas intangibles, y centros urbanos, según el Anexo 5? |

### Народная консультация
| Перевод  | Согласны ли вы с отменой Органического закона о предотвращении спекуляции на стоимости земли и спекуляции налогами, известного как Закон о приросте капитала, согласно Приложению I?          |
| Оригинал | ¿Está usted de acuerdo con que se derogue la Ley Orgánica para Evitar la Especulación sobre el Valor de Tierras y Especulación de Tributos, conocida como Ley de Plusvalía, segun el Anexo I? |

| Перевод  | Согласны ли вы увеличить некоммерческую зону не менее чем на 50 000 гектаров и уменьшить площадь добычи нефти, утвержденную Национальным собранием в национальном парке Ясуни, с 1030 до 300 гектаров?                             |
| Оригинал | ¿Está usted de acuerdo en incrementar la zona intangible al menos 50.000 hectáreas y reducir el área de explotación petrolera autorizada por la Asamblea Nacional en el Parque Nacional Yasuní de 1.030 hectáreas a 300 hectáreas? |

## Результаты
| Вопрос 1      | 7 036 604 | 73,71 | 2 509 773 | 26,29 | 971 984   | 10 518 361 | 13 026 598 | 80,75 | Одобрен |
| Вопрос 2      | 6 115 590 | 64,20 | 3 410 298 | 35,80 | 989 711   | 10 515 599 | 13 026 598 | 80,72 | Одобрен |
| Вопрос 3      | 5 983 061 | 63,08 | 3 501 797 | 36,92 | 1 031 669 | 10 516 527 | 13 026 598 | 80,73 | Одобрен |
| Вопрос 4      | 6 959 575 | 73,53 | 2 505 705 | 26,47 | 1 051 484 | 10 516 764 | 13 026 598 | 80,73 | Одобрен |
| Вопрос 5      | 6 486 181 | 68,62 | 2 966 583 | 31,38 | 1 064 706 | 10 517 470 | 13 026 598 | 80,74 | Одобрен |
| Вопрос 6      | 5 966 923 | 63,10 | 3 489 513 | 36,90 | 1 060 474 | 10 516 910 | 13 026 598 | 80,73 | Одобрен |
| Вопрос 7      | 6 337 768 | 67,31 | 3 077 785 | 32,69 | 1 102 221 | 10 517 774 | 13 026 598 | 80,74 | Одобрен |
| Источник: CNE |           |       |           |       |           |            |            |       |         |